# Maître JG
Le Maître JG est un peintre et graveur de la Renaissance.
Artiste non encore identifié formellement, il est désigné par le monogramme qui apparait sur plusieurs estampes en taille-douce et dessins réalisées à Lyon durant les années 1520.

## Éléments d'identification et biographie

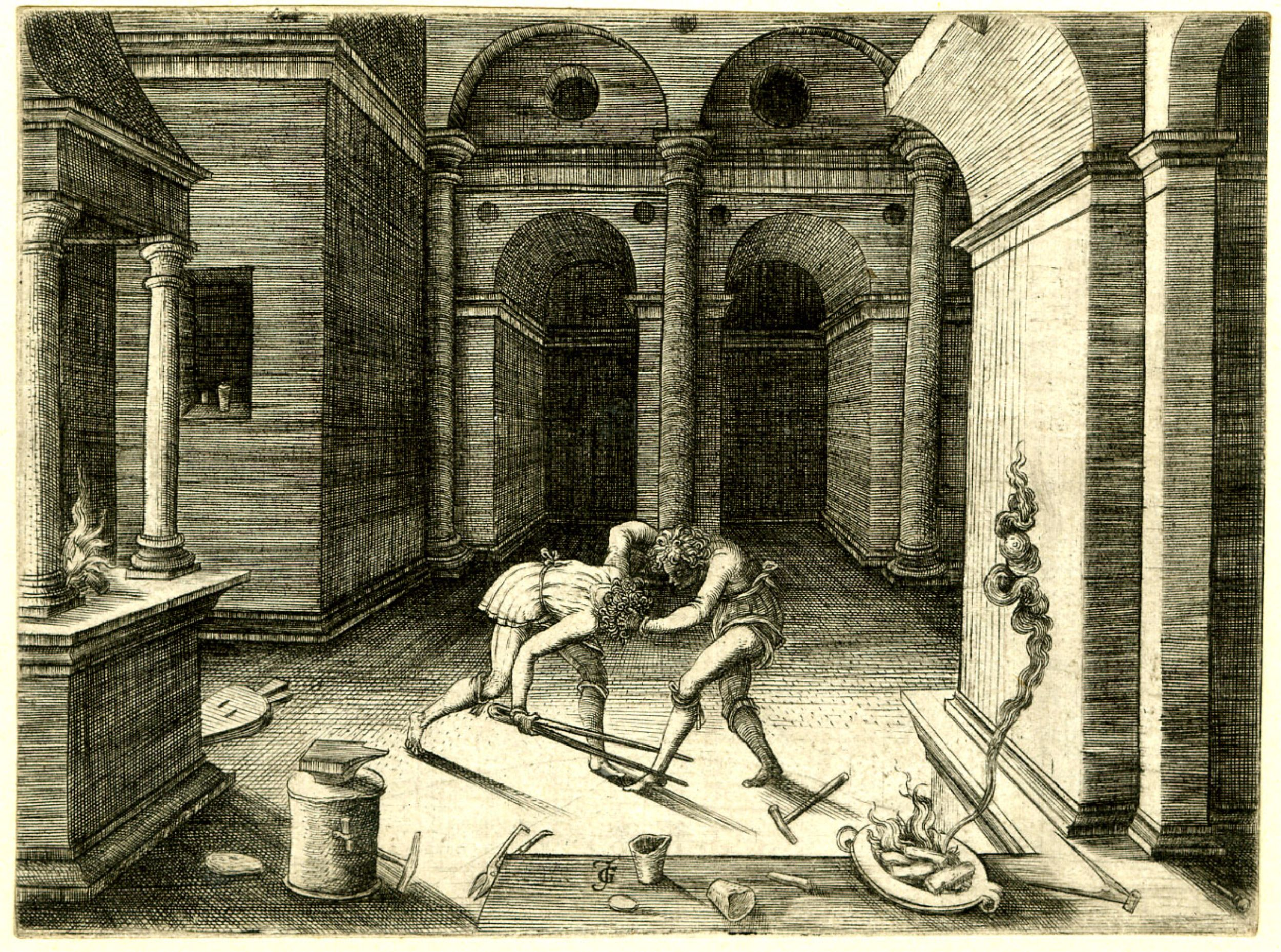
Le Combat des orfèvres, gravure du Maître JG. British Museum.

Depuis Pierre-Jean Mariette, le Maître JG est identifié à Jean de Gourmont. Malgré une mise en doute formulée une première fois par Natalis Rondot, ce rapprochement est accepté largement au XXe siècle. Estelle Leutrat l'a rejeté nettement en relevant que Jean de Gourmont décède en 1522-1523. Elle propose la personne de l'orfèvre Jacques Gauvain, attestée à Lyon de 1517 à 1547, tout en laissant la question ouverte. En appui de sa thèse, elle indique que certaines pièces du Maître JG trahissent visiblement la connaissance intime du métier d'orfèvre : le Saint Éloi, ou le Combat de deux apprentis orfèvre,.
Frédéric Elsig appuie la thèse d'Estelle Leutrat en pointant que Jacques Gauvain a le profil du Maître JG. Il est originaire de Picardie ou des Flandres, il séjourne à Grenoble au début des années 1520 où il est en contact avec la production artistique piémontaise et s'établit à Lyon exactement aux dates où on établit l'apparition du Maître JG. De plus, les médailles attribuées à Jacques Gauvain, en totale rupture avec celles produites à l'époque dans la cité rhodanienne, présentent de nettes similitudes stylistiques avec les réalisations du Maître JG : corps potelés, têtes comme enfoncées dans les épaules, gestuelles dynamiques.
Un obstacle important empêchant la validation définitive de cette hypothèse est que dans les documents d'archives, Jacques Gauvain est toujours mentionné comme orfèvre, et non peintre. Pour répondre à cette difficulté, il est possible d'avancer que Jacques Gauvain peut être un artiste complet, à l'image d'Albrecht Dürer. De plus, à Lyon à cette époque, les métiers sont très libres, ce qui permet à des personnes d'en pratiquer plusieurs sans être formellement inscrits sur les registres de chacun, avec comme exemple Pierre Woeiriot, indiqué comme orfèvre mais maîtrisant la peinture, la gravure et le dessin. Frédéric Elsig reste cependant prudent sur une identification formelle.

## Historiographie
Le Maître JG est mentionné pour la première fois au milieu du XVIIIe siècle par Pierre-Jean Mariette. Il est ensuite rattaché au milieu artistique lyonnais par Natalis Rondot au milieu du XIXe siècle. Henri Zerner le resitue dans une perspective plus large en 1967 et il est étudié en détail par Estelle Leutrat,.

## Style du Maître JG
« Le Maître JG compte parmi les personnalités les plus éminentes de la Renaissance lyonnaise », et possède visiblement une bonne connaissance des modèles italiens, dont Mantegna, Bramante et Marcantonio Raimondi. Il semble également être influencé par la production picturale piémontaise, notamment par Defendente Ferrari, avec la reprise des petites figures dansantes et d'une architecture monumentale et classicisante,. Frédéric Elsig décèle également une influence picarde dans son œuvre, à travers la grande sophistication de certaines de ses architectures, et les rapproche de celles de peintres tels que Jean Bellegambe.

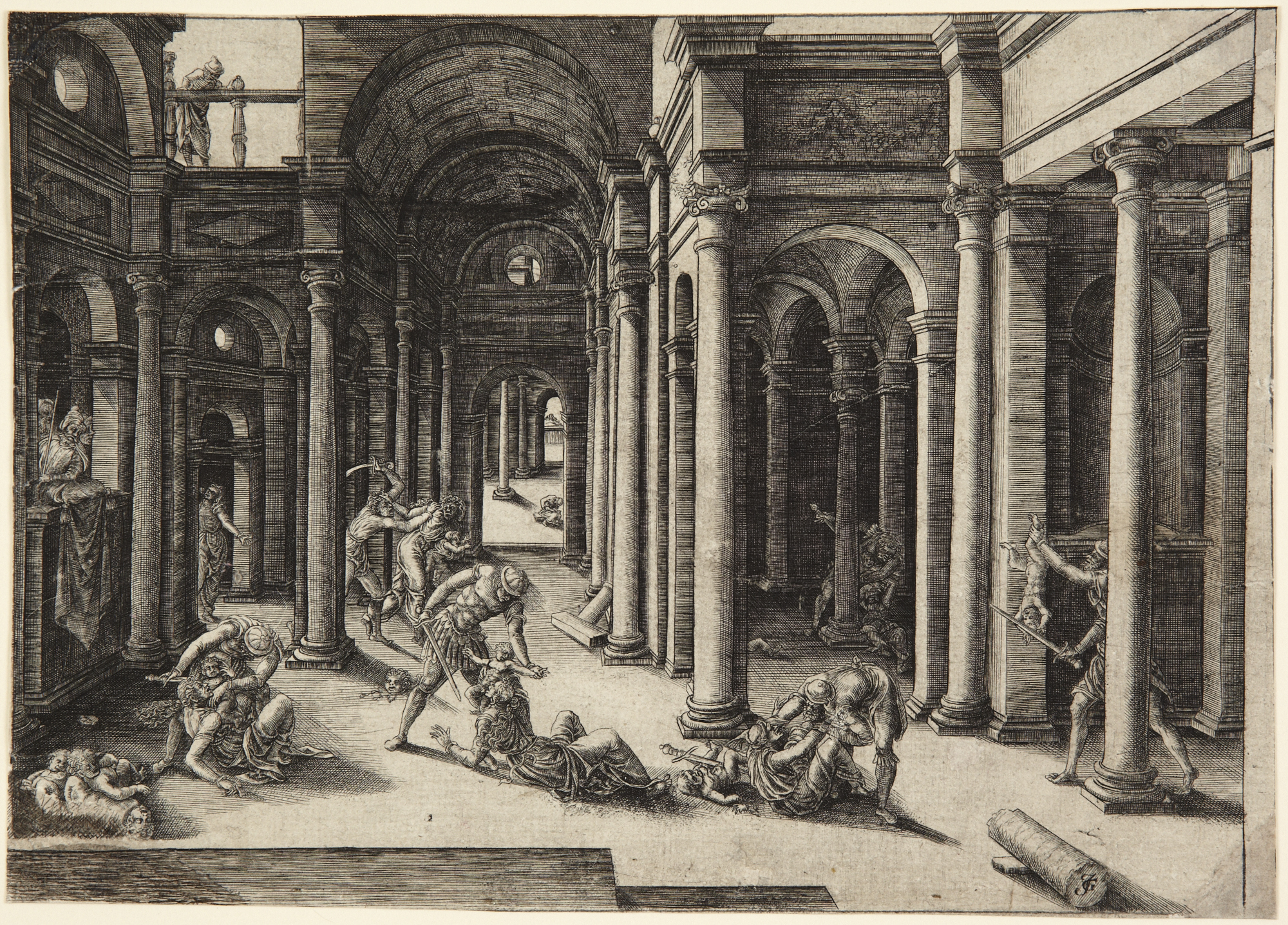
Le Massacre des Innocents, gravure du Maître JG. Princeton University Art Museum.

Lorsqu'il commence sa carrière, à Lyon, le Maître JG rompt totalement avec la production locale, symbolisée par Jean Perréal. Il influence des graveurs tels que Maître CC et Georges Reverdy. Plus largement, Cousin le Père ou Jean Leclerc ont été marqués par son œuvre.
« Le travail du burin permet au Maître JG de parvenir à un rendu subtil des valeurs et à une grande précision dans le dessin des personnages, surtout des architectures, inspirée de Bramante, où il excelle, auxquelles il donne une grande importance, avec un souci manifeste de la perspective, et qui inspireront d'autres artistes, comme Jacques Androuet du Cerceau ... ».

## Œuvres du Maître JG

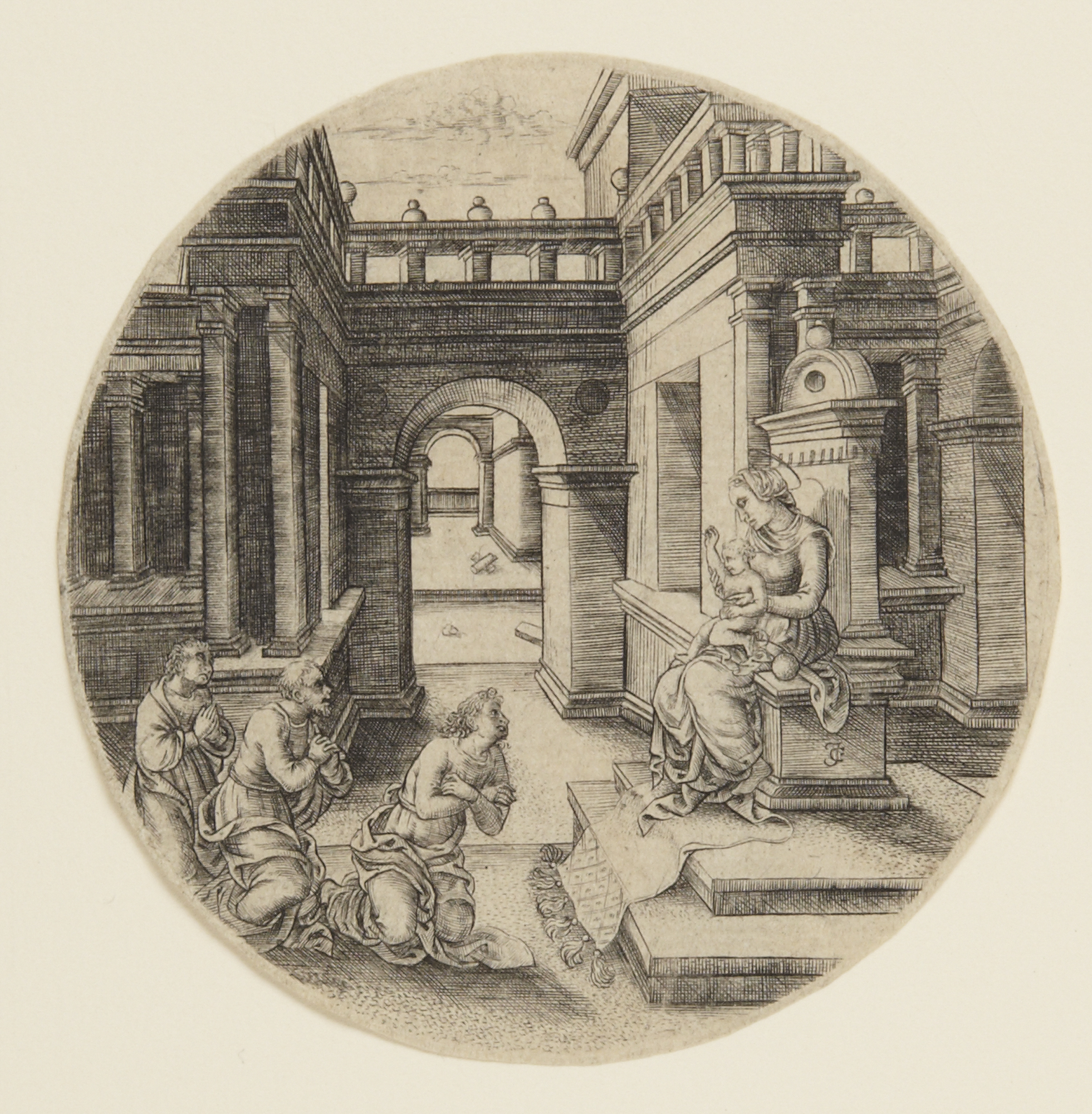
La Vierge aux pèlerins, gravure du Maître JG. Princeton University Art Museum.

Les œuvres du Maître JG sont composées d'une quarantaine de gravures et de quatre dessins. Plusieurs réalisations portent la mention « ALION JG ».
Le Maître JG réalise surtout des illustrations de la Bible, des saints, ainsi que des scènes sur le thème de l'enfant, deux gravures de danseuses, de luttes et une série d'ornementations en arabesque. La seule estampe qui porte une date (1526) représente une Flagellation du Christ.
Il est possible d'attribuer au Maître JG L'Adoration des bergers du Louvre malgré quelques réserves apportées par Estelle Leutrat. Pour Pierre-Jean Mariette, Charles Sterling et Frédéric Elsig, cette pièce se rattache au répertoire de Maître JG par la mise en forme de ses architectures mais également par la morphologie de ses figures. Estelle Leutrat note, elle, la proximité avec des planches publiées par Jacques Androuet du Cerceau en 1551.

### Catalogue des œuvres
Ce catalogue reprend celui établi par Estelle Leutrat ; une bibliographie de chaque œuvre y est présentée et les lieux de conservation des différents exemplaires également. Cet article reprend les exemplaires analysés par Estelle Leutrat.
- Samson et le Lion (78 × 107 mm) ; Paris, BNF, Est, Ed 4c rés, pet. in-fol

Cette composition, disposant de similitudes importantes avec le Laocoon, est peut-être sa contemporaine. Elle fait probablement partie des premières œuvres du maître JG et est influencée par les œuvres des pays du Nord. Un dessin d'Albert Dürer et deux estampes d'Israël van Meckenem et d'Albrecht Altdorfer portent des personnages semblables à ceux de ce Samson.
- La Nativité (tondo de 198 mm de diamètre) ; Paris, BNF, Est, Ed 4c rés, pet. in-fol (voir œuvre)

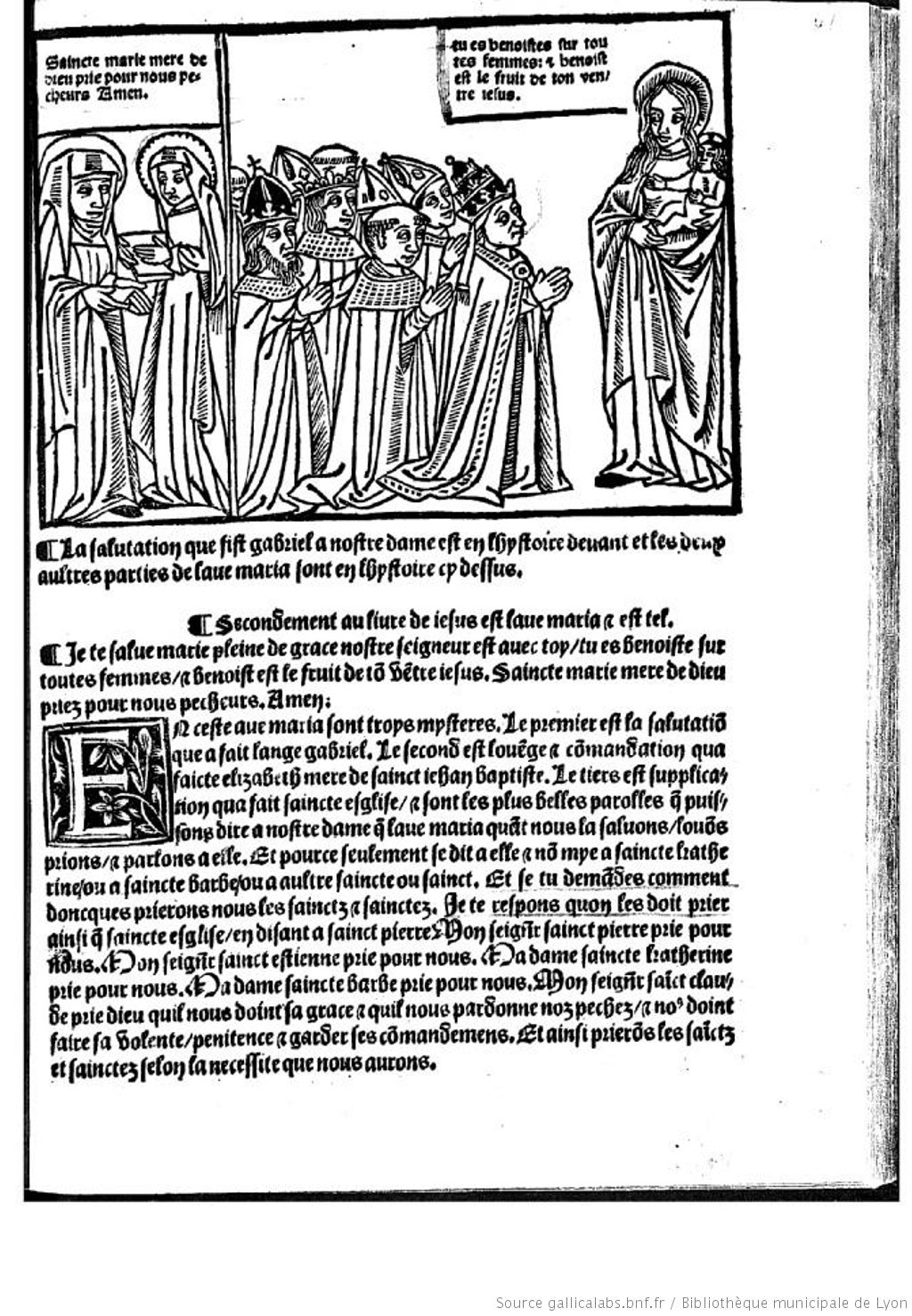
Claude Nourry - Ave Maria

Il existe deux états de cette estampe, l'une portant l'inscription ALION et l'autre non. Le premier semble le plus ancien, l'inscription ALION ayant été effacée dans le second. Cette composition a été copiée par Jacques Androuet du Cerceau.
- Le Massacre des Innocents (152 × 214 mm) ; Paris, BNF, Est, Ed 4c rés, pet. in-fol (voir œuvre)

Il existe un dessin du Maître JG représentant une autre version du Massacre des Innocents, sans que ce dessin ait servi de modèle pour cette gravure. Elle semble contemporaine de La Flagellation, elle-même datée de 1526, avec de nombreuses ressemblances. Mais le Massacre des Innocents est moins finement travaillé que la Flagellation. Il semble possible que certains personnages de cette gravure aient été repris d'œuvres existantes. Ainsi, l'un des soldats est très proche d'un personnage du Martyre des dix mille d'Albrecht Dürer, et l'une des femmes évoque Didon de Marcantonio Raimondi. Cette gravure a été copiée par Jacques Androuet du Cerceau dans son recueil des Vues d'optique.
- La Vierge aux pèlerins (82 mm de diamètre) ; Paris, BNF, Est, Ed 4c rés, pet. in-fol

Cette gravure représentant trois personnages agenouillés devant la Vierge sur un trône avec Jésus pourrait être rapproché du thème des rois mages, mais les personnages n'en ont pas les attributs habituels. Il est possible de mettre en rapport cette composition avec des représentations pieuses accompagnant l'Ave Maria, notamment un Calendrier des bergers édités en 1508 à Lyon par Claude Nourry. La Vierge aux pèlerins rappelle des gravures d'Italie du Nord de la fin du XVe siècle ; dont le trône, semblable à un anonyme de Milan.
- Vierge à l'enfant au livre (70 × 92 mm) ; Paris, BNF, Est, Ed 4c rés, pet. in-fol

Cette « composition est sans doute l'une des moins ambitieuses du graveur. » Que ce soit dans la composition de l'architecture ou les détails vestimentaires, on ne retrouve pas les qualités des autres œuvres du Maître JG. Cette faiblesse relative est peut être l'indice d'une réalisation antérieure aux autres.
- La Flagellation du Christ (114 mm de diamètre) ; Paris, BNF, Est, Ed 4c rés, pet. in-fol (voir œuvre)

Cette estampe reprend de nombreux éléments au sein d'autres gravures de l'auteur, tel le portique semblable à celui de l’Enfant dans la galerie ou la disposition du monogramme, proche de celui réalisé dans la même gravure ou dans Samson et le lion. « Il n'est pas à exclure que le graveur se soit souvenu pour son personnage du Christ d'une Flagellation gravée d'après Andrea Mantegna, dans laquelle on le retrouve les bras attachés dans le dos à une colonne, le buste à moitié plié et la tête tournée vers la gauche »,.

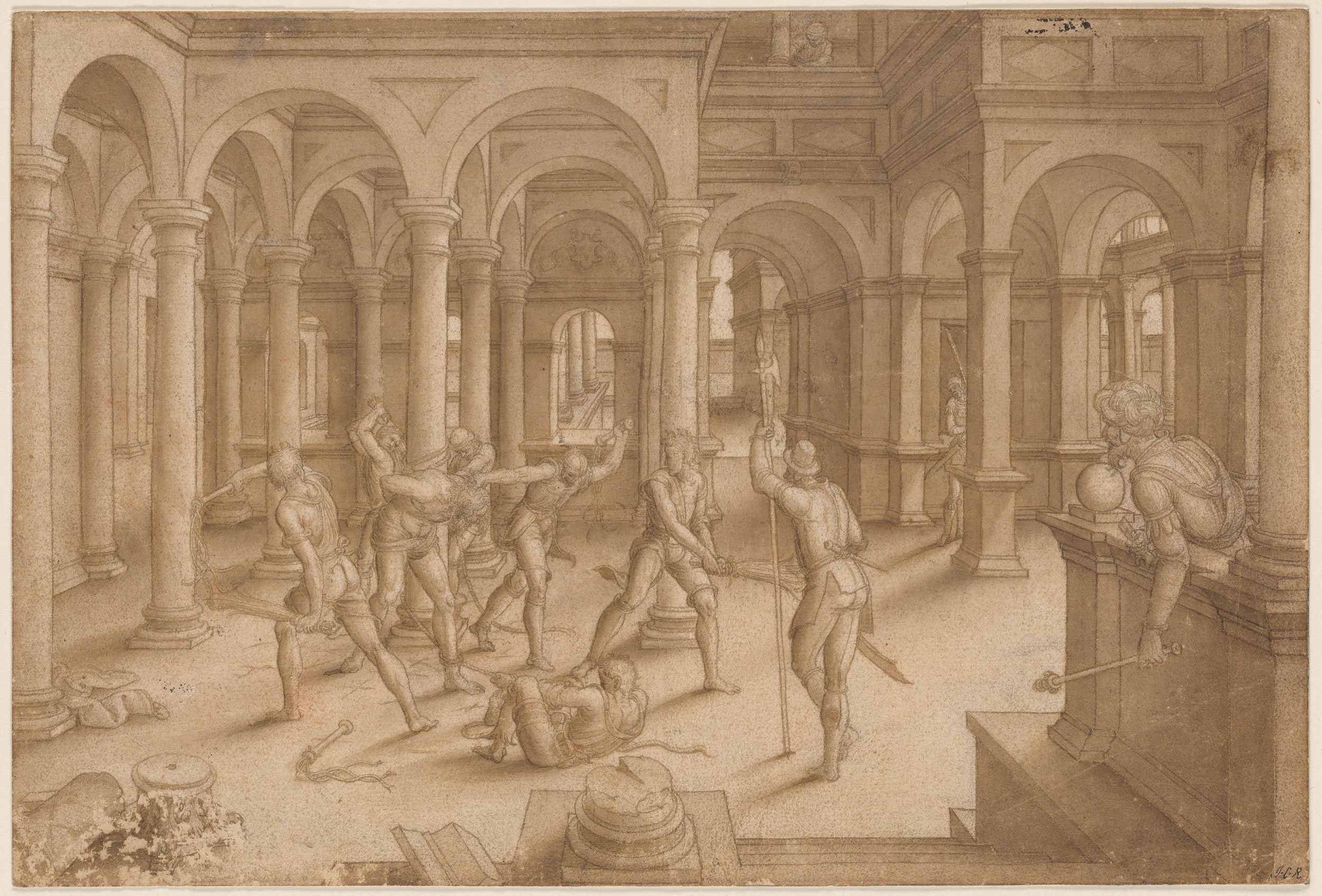
dessin préparatoire de la Flagellation du Maître JG. Pierpont Morgan Library, III, 66.

- La Flagellation, 1526, (212 × 317 mm) ; Paris, coll. E. de Rothschild, 4573 rés.

Cette estampe existe à l'état incomplet et datée de 1526 avec le monogramme JG ; et complète datée de 1583. La version complète n'est citée dans aucun catalogue et est un document exceptionnel. Les deux versions sont les seules du Maître JG à être datées. Elle fait partie des formats les plus grands au sein du corpus du graveur. De plus, son dessin préparatoire a été conservé (New York, Pierpont Morgan Library). Leutrat note que le bourreau le plus à droite adopte la même posture que le soldat battant le Christ dans le Portement de la croix de Agostino Veneziano (1517). Cette gravure a pu ainsi servir de modèle au Maître JG.
- Le Mariage mystique de sainte Catherine, (78 × 108 mm) ; Paris, BNF, Est, Ed 4c rés, pet. in-fol

Cette estampe peut être rapprochée du Combat des deux apprentis orfèvres et des Trois danseuses. les trois œuvres ayant les mêmes dimensions, les mêmes architectures élancées et des personnages à la physionomie similaires. Leutrat estime donc que ces trois réalisations sont chronologiquement proches. Elle souligne également la qualité d'exécution malgré la petite dimension, en pointant en exemple les cheveux ou les détails des vêtements.
- Saint Jean-Baptiste enfant, (115 mm de diamètre) ; Paris, BNF, Est, Ed 4c rés, pet. in-fol (voir œuvre)

« Les architectures de cette estampe figurent parmi les plus richement ornées de l'œuvre du Maître JG. Le graveur associe des colonnes au fût nu, renflé ou cannelé, un médaillon décoré d'une tête d'enfant ou encore un bas-relief historié sous le fronton triangulaire ». Leutrait identifie une scène avec Vulcain dans sa forge, entouré de Vénus et l'Amour, soulignant l'importance du monde de l'orfèvrerie dans l'univers du Maître JG.
- Sainte Barbe
- Saint Sébastien
- Saint Éloi (voir œuvre)
- Saint Éloi et Dagobert
- L'Amour sur une sphère
- Lacoon
- L'enfant assis (voir œuvre)
- L'enfant dans la galerie
- Enfant dans un cortile
- Les trois danseuses (voir œuvre)
- Combat des deux apprentis orfèvres (voir œuvre)
- Le singe (voir œuvre)
- Le lion, le dragon et le renard
- 18 bandeaux d'arabesque

## Galerie

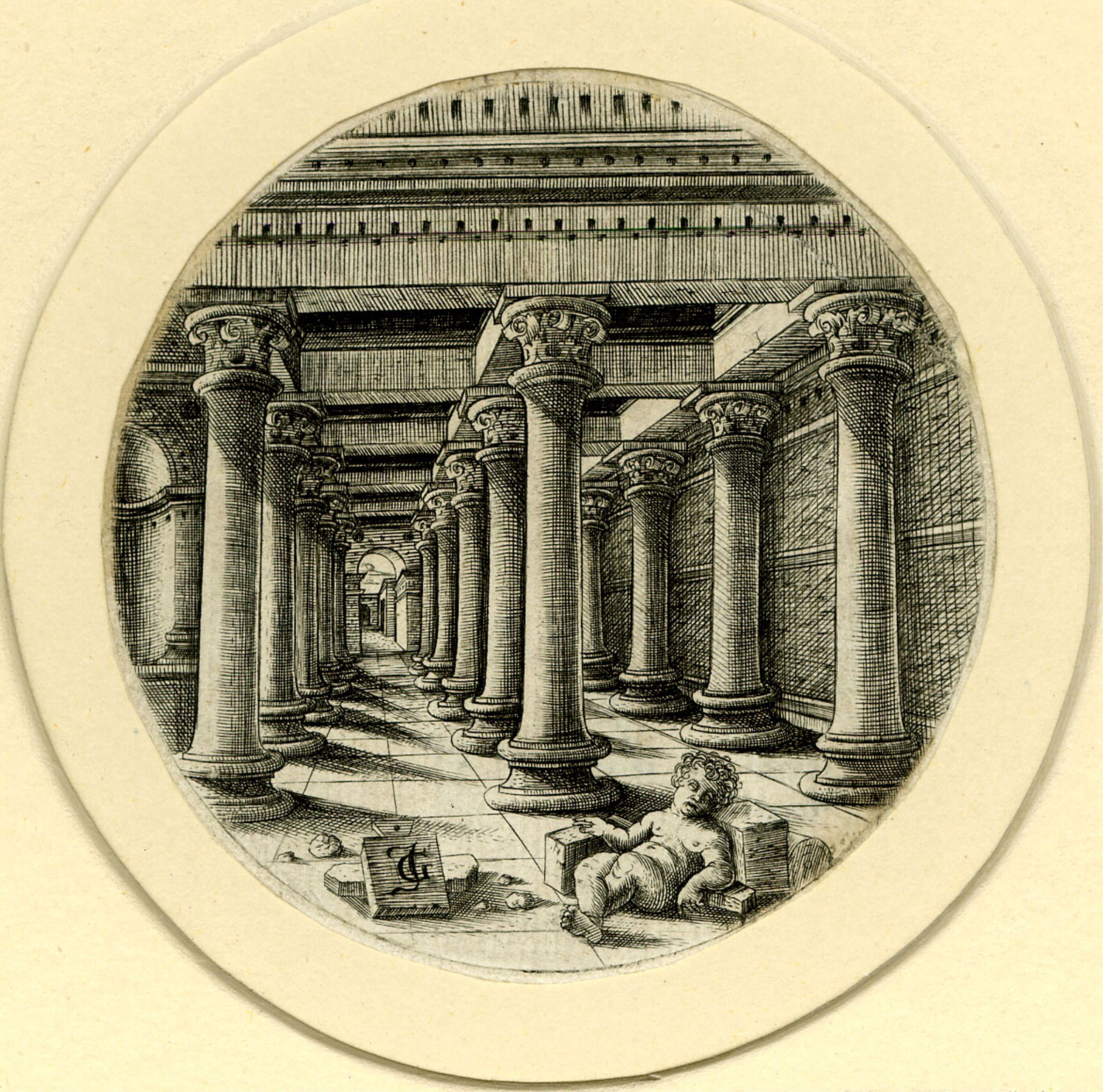
Enfant dans la galerie, gravure du Maître JG. British Museum, 1848.11.25.40
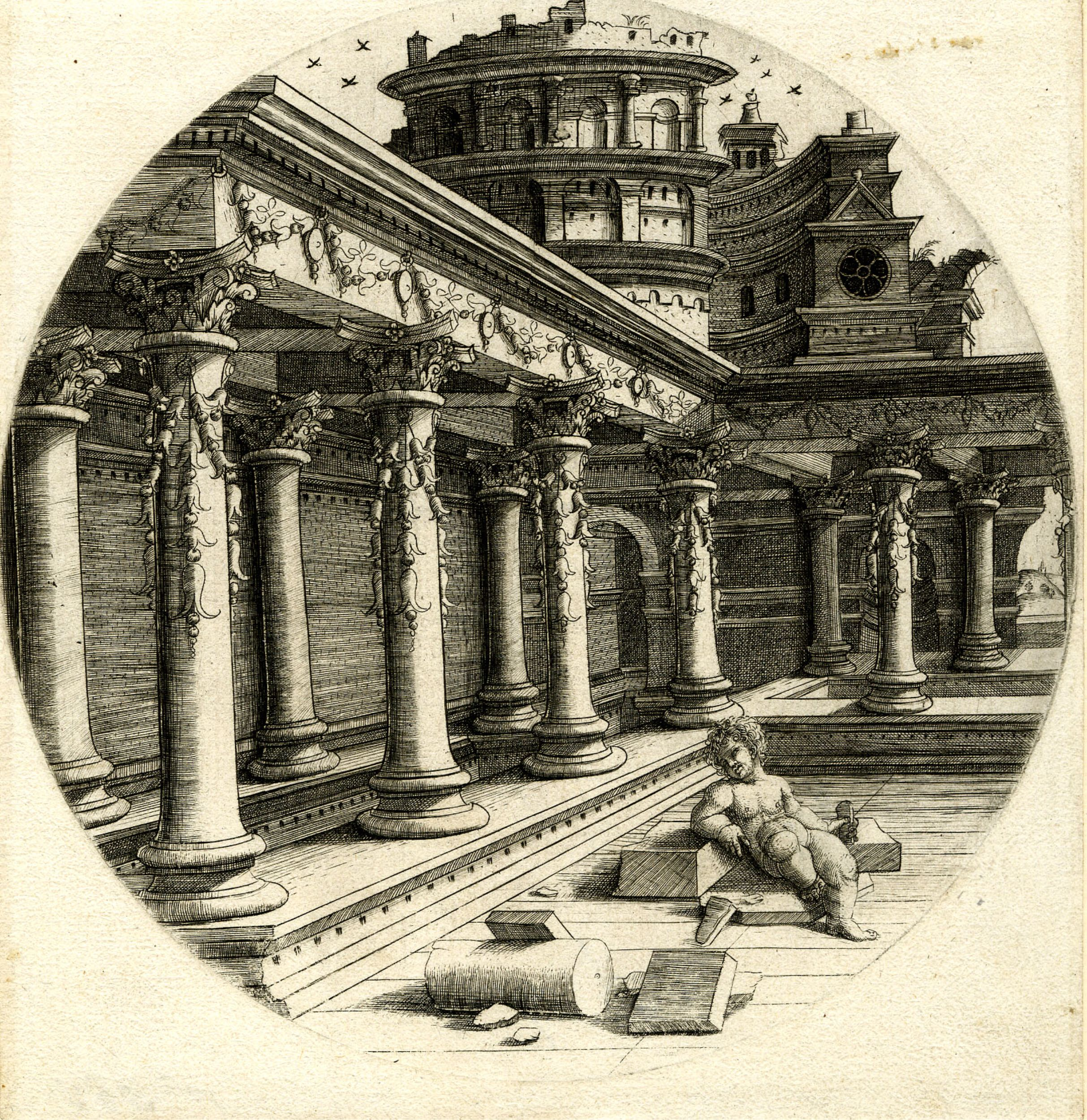
Enfant dans un cortile, gravure du Maître JG. British Museum, 1848.11.25.41
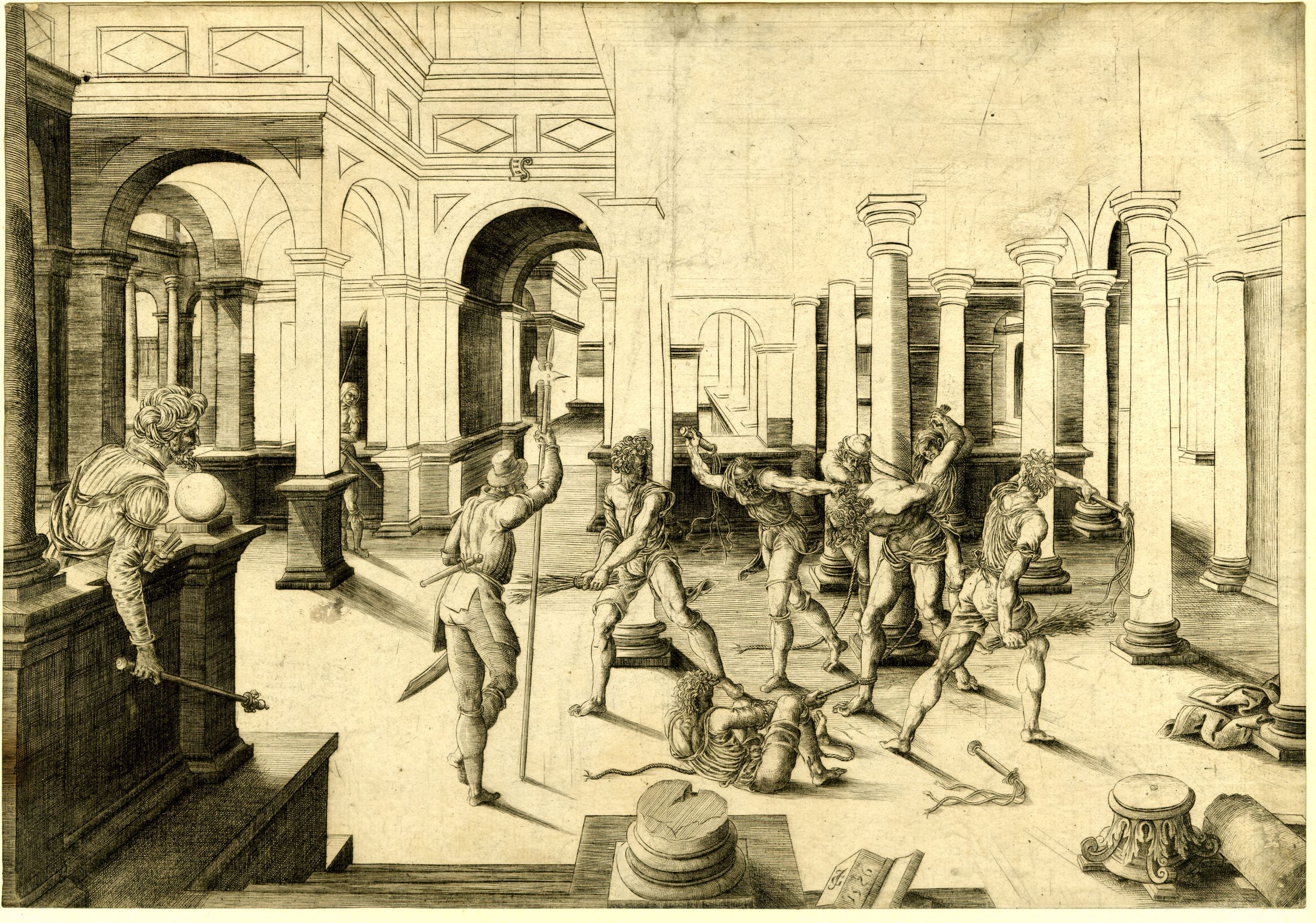
Flagellation, gravure du Maître JG. British Museum, 1845.8.9.1567, gravure incomplète datée de 1526.